# اوکسانا چوسوویتینا
اوکسانا چوسوویتینا (به انگلیسی: Oksana Chusovitina) ژیمناست زادهٔ ۱۹ ژوئن ۱۹۷۵ میلادی اهل کشور ازبکستان-آلمان است.